# دانتي توماس
دانتي توماس (بالإنجليزية: Dante Thomas)‏ هو مغني أمريكي، ولد في 7 يناير 1978 في سولت ليك في الولايات المتحدة.

## وصلات خارجية
- دانتي توماس على موقع IMDb (الإنجليزية)
- دانتي توماس على موقع ميوزك برينز (الإنجليزية)
- دانتي توماس على موقع ديسكوغز (الإنجليزية)